# كيث ولدريدغ
كيث ولدريدغ (بالإنجليزية: Keith Wooldridge)‏ هو لاعب كرة مضرب بريطاني، ولد في 24 أكتوبر 1943 في ستوك أون ترينت في المملكة المتحدة.

## وصلات خارجية
- كيث ولدريدغ على موقع رابطة محترفي التنس (الإنجليزية)
- كيث ولدريدغ على موقع الاتحاد الدولي لكرة المضرب (الإنجليزية)
- كيث ولدريدغ على موقع أرشيف التنس.كوم (الإنجليزية)